# Obećana zemlja (1986.)
Obećana zemlja, hrvatski dugometražni film iz 1986. godine.